# بيرتل ليند
بيرتل ليند (بالسويدية: Bertil Linde)‏ هو لاعب هوكي الجليد ولاعب كرة قدم سويدي، ولد في 28 فبراير 1907 في ستوكهولم في السويد، وتوفي بنفس المكان في 25 مارس 1990. لعب مع أيك سولنا.

## وصلات خارجية
- بيرتل ليند على موقع EliteProspects.com (الإنجليزية)
- بيرتل ليند على موقع Eurohockey.com (الإنجليزية)
- بيرتل ليند على موقع أوليمبيديا (الإنجليزية)
- بيرتل ليند على موقع اللجنة الأولمبية السويدية (السويدية)